# Визначні події Буковини 1940-2013 років

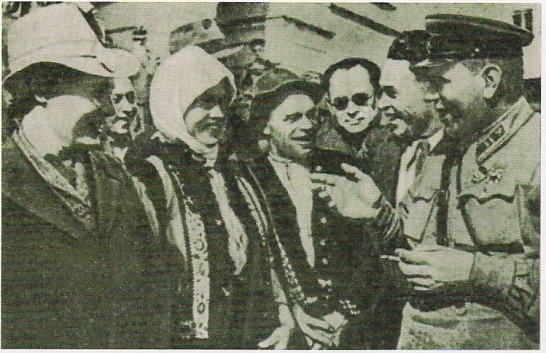
Перші контакти буковинців і радянських офіцерів в червні 1940 року

Визначні події Буковини 1940–2013 років — події на Буковині в радянський період історії Буковини і періоду Незалежності України
- 28 червня 1940 — на територію Північної Буковини увійшли підрозділи Червоної Армії;

- 28 червня 1940 — вийшов перший номер обласної газети «Радянська Буковина»;
- 28 червня 1940 — засновано районну газету «Хотинські вісті»;
- 8 липня 1940 — створено Чернівецьку філармонію;
- серпень 1940 — почала функціонувати Чернівецька обласна державна телерадіокомпанія;
- серпень 1940 — засновано Сторожинецький лісокомбінат;
- серпень 1940 — засновано обласне статистичне управління;
- серпень 1940 — засновано Чернівецький меблевий комбінат на базі приватного підприємства «Фурніка»;
- серпень 1940 — засновано обласне управління Держстраху;
- серпень 1940 — засновано Чернівецький індустріальний технікум;
- серпень 1940 — засновано Чернівецький текстильний технікум;
- серпень 1940 — засновано Чернівецьку текстильно-галантерейну фабрику;
- серпень 1940 — заснована інспекція карантину рослин;
- серпень 1940 — засновано обласне підприємство електричних мереж;
- серпень 1940 — засновано Чернівецький цукровий завод;
- серпень 1940 — засновано Чернівецьке обласне управління будівництва та експлуатації автомобільних шляхів;
- 2 серпня 1940 — VII-ма сесія Верховної Ради СРСР прийняла Закон про входження Північної Буковини, Хотинського, Аккерманського та Ізмаїльського повітів Бессарабії до складу Української РСР;
- 7 серпня 1940 — рішенням VII-ї сесії Верховної Ради УРСР створено Чернівецьку область;
- 13 серпня 1940 — прийнято рішення про реорганізацію Чернівецького університету в державний з українською мовою викладання;
- 15 серпня 1940 — Президія Верховної Ради УРСР прийняла Указ про націоналізацію землі, банків і торговельних підприємств, залізничного та водного транспорту, засобів зв'язку;
- 15 серпня 1940-вересень 1940 — засновано обласну бібліотеку (нині — наукова універсальна бібліотека ім. М.Івасюка);
- 1 жовтня 1940 — Чернівецький державний університет розпочав свою діяльність у складі 6-ти факультетів;
- 23 жовтня 1940 — засновано Сторожинецьку районну газету «Рідний край»;
- листопад 1940 — засновано Чернівецький державний історико-краєзнавчий музей;
- листопад 1940 — засновано Чернівецьке музичне училище (нині — училище мистецтв ім. С.Воробкевича);
- грудень 1940 — створено обласний центр народної творчості;
- 1940 — засновано Чернівецьке педагогічне училище (нині — педагогічний коледж ЧНУ ім. Ю.Федьковича);
- 1940 — створено Чернівецьку філію Спілки художників України (нині — обласна організація СХУ);
- 1941 — засновано газету румунської національної громади Буковини «Zorile Bucovinei»;
- 1941 — утворено Вижницький район;
- 1941 — засновано газету «Карпати» (Путильський район);
- 1941 — засновано газету «Вільне життя»;
- 22 червня-4 липня 1941 — початок німецько-радянської війни, оборонні бої прикордонних застав та частин Червоної армії проти фашистських загарбників;
- 4-11 липня 1941 — спроби українських національно-патріотичних сил відродити українську державність на території Північної Буковини;
- 1941–1944 — створення окупантами єврейського гетто в Чернівцях, масові розстріли мирних жителів німецько-румунськими загарбниками;
- 1942 — фашистськими окупантами розстріляно керівників Хотинської молодіжної підпільної організації на кладовищі на вул. Зеленій (м. Чернівці);
- 4 березня 1944 — розпочалася Проскурівсько-Чернівецька наступальна операція радянських військ (4.03-17.04 1944 р.);
- 29 березня 1944 — радянськими військами звільнено м. Чернівці;
- 11 квітня 1944 — створено обласну санітарно-епідеміологічну станцію;
- квітень 1944 — відкрито Чернівецький учительський інститут;
- травень 1944 — створено обласний Будинок народної творчості;
- серпень 1944 — створено студію «Художник Буковини» (нині — обласне відділення Спілки художників України);
- 20 жовтня 1944 — створено Чернівецький медичний інститут (нині — Буковинський державний медичний університет);
- 15 листопада 1944 — засновано Вадул-Сіретську митницю;
- 27 листопада 1944 — відкрито Літературно-меморіальний музей О.Кобилянської;
- 1945 — засновано Чернівецький міський палац дітей та юнацтва;
- 1945 — видано альманах «Буковинський Кобзар»;
- січень 1945 — розпочав діяльність Буковинський ансамбль пісні і танцю України;
- 3 січня 1945 — почала виходити Заставнівська районна газета «Голос краю»;
- 8 січня 1945 — почала виходити Глибоцька районна газета «Новий день»;
- 15 березня 1945 — відновлено навчання у Вижницькому художньо-промисловому училищі (нині — коледж прикладного мистецтва);
- 3 лютого 1945 — почала виходити Кельменецька районна газета «Рідне слово»;
- 19 квітня 1945 — створено перший літературно-меморіальний музей Ю.Федьковича в Чернівцях;
- 26 вересня 1945 — засновано Чернівецький державний будівельний технікум;
- травень 1946 — на Привокзальній площі м. Чернівці встановлено танк «Т-34», на Радянській (нині — Соборній) площі встановлено меморіал радянському воїну — визволителю;
- 1946–1947 — голодомор на території Чернівецької області, масові репресії мирних громадян з боку органів НКВС, створення колективних селянських господарств;
- 1948 — засновано обласний ендокринологічний диспансер;
- 23 квітня 1949 — створено Чернівецький текстильний комбінат;
- 1950 — в смт. Лужани Кіцманського р-ну організовано першу в області жіночу тракторну бригаду;
- 1951 — закладено Чернівецький машинобудівний завод;
- 1954 — Чернівецькому облмуздрамтеатру присвоєно ім'я Ольги Кобилянської;
- 1955 — засновано Новоселицьке медичне училище (нині — медичний коледж Буковинської державної медичної академії);
- 1956 — створено Чернівецьку державну обласну сільськогосподарську дослідну станцію;
- 1957 — споруджено Літній театр парку культури і відпочинку ім. М.Калініна (нині — ім. Т.Шевченка);
- 1958 — створено Чернівецьке відділення Спілки письменників України;
- 1959 — створено Чернівецьке відділення Спілки журналістів України;
- 1961 — введено в дію Чернівецький телецентр;
- 1 січня 1964 — створено швейне виробниче об'єднання «Трембіта»;
- 1966 — стала до ладу нова телевізійна студія;
- 1966 — збудований готель «Буковина»;
- 1966 — почав функціонувати філіал Київського торгово-економічного інституту (нині — Чернівецький торговельно-економічний інститут КНТЕУ);
- 1966 — у м. Вижниця засновано вокально-інструментальний ансамбль «Смерічка»;
- 1967 — засновано газету «Молодий буковинець»;
- 1968 — засновано музей Чернівецького медичного інституту (нині — Буковинського державного медичного університету);
- 1968 — засновано ВАТ «Кварц»;
- 1969 — засновано народний театр оперети у Чернівцях;
- 13 вересня 1970 — вперше прозвучала пісня «Червона рута» В.Івасюка;
- 1974 — у смт. Путила відкрито музей-садибу Ю.Федьковича;
- 1974 — створено Путильську фабрику з переробки вовни;
- 1976 — створено Чернівецьку харчосмакову фабрику;
- 1977 — створено музей народної архітектури та побуту;
- 1981 — відкрито Чернівецький ляльковий театр;
- 1981 — розпочато спорудження Дністровської ГЕС;
- 1988 — створено кооператив «Калібр» (Заставнівський район);
- 1988 — відкрився Чернівецький художній музей;
- 1988 — засновано Чернівецький міський клінічний пологовий будинок № 2;
- 1988 — масові захворювання чернівчан на алопецію невідомої етіології. Формування в області незалежних екологічних організацій;
- 1989 — створено Товариство єврейської культури ім. Е.Штейнбарга);
- 1989 — створено крайову організацію Народного Руху України та «Зелений Рух Буковини»;
- лютий 1989 — створено обласне об'єднання Товариства української мови «Просвіта» ім. Т.Шевченка;
- 27 березня 1989 — у Чернівцях створено філію Української Гельсінської Спілки;
- травень 1989 — створено Товариство румунської культури імені М.Емінеску;
- 20 червня 1989 — підписано угоду про побратимство Чернівців і Солт-Лейк-Сіті (США);
- 17 — 24 вересня 1989 — у Чернівцях проведено Перший фестиваль української сучасної пісні та популярної музики «Червона рута»;
- 1990 — створення низки обласних організацій політичних партій національно-демократичного спрямування;
- 19 червня 1990 — створено госпрозрахунковий міський торговий центр «Калинівський ринок» (нині — Міський торговельний комплекс «Калинівський ринок»);
- 23 серпня 1990 — відроджено газету «Час»;
- листопад 1990 — засновано газету «Чернівці»;
- грудень 1990 — засновано Союз Українок Буковини (СУБ);
- 1991 — відкрито музей-садибу І.Миколайчука в с. Чортория Кіцманського р-ну;
- 1991 — підписано угоду про побратимство м. Чернівців з м. Саскатун (Канада);
- 1991 — засновано «Буковинський журнал»;
- 1991 — відроджено газету «Czernowitzer blatter»;
- 1992 — створено підприємство «Кліпсидра»
- 1992 — створено ТОВ «Родничок»;
- 21 березня 1992 — при ЧДУ ім. Ю.Федьковича відкрито науково-дослідний Центр Буковинознавства;
- 1992 — створено регіональне відділення Фонду держмайна України по Чернівецькій області;
- 1992 — засновано приватне видавництво «Букрек»;
- 9 жовтня 1992 — освячено прапор та герб міста Чернівці;
- 1992 — засновано Чернівецький літературно-меморіальний музей румунського поета М.Емінеску;
- 1993 — відкрито Буковинську універсальну фондову біржу;
- 1993 — засновано Чернівецьку торгово-промислову палату;
- 1993 — створено Коломийсько-Чернівецьку Єпархію УГКЦ;
- 1993 — вихід у світ журналів «Ластівка», «Дністер»;
- травень 1993 — відбувся перший міжнародний конкурс молодих виконавців української естрадної пісні;
- 26 лютого 1993 — засновано Чернівецький обласний меморіальний музей В.Івасюка;
- 21 липня 1994 — відбувся Собор духовенства і мирян Чернівецької Буковинської єпархії УПЦ-КП щодо відновлення Буковинської митрополії;
- 16 грудня 1994 — Чернівецька обласна рада затвердила герб міста;
- 1994 — створено акціонерне ТОВ «Роси Буковини»;
- 1994 — створено відкрите акціонерне ТОВ "Чернівці: рукавично- трикотажне підприємство «Надія»;
- 1995 — засновано Національний природний парк «Вижницький»;
- 25 лютого 1995 — засновано газету Чернівецького національного університету ім. Ю.Федьковича «Університетський вісник»;
- 1 березня 1995 — засновано Чернівецьку державну регіональну середньохвильову радіостанцію «Буковина»;
- 24 вересня 1995 — відкрито пам'ятник воякам Буковинського куреня;
- 7 жовтня 1995 — засновано румуномовну газету «Concordia»;
- 1997 — створено Черемошський регіональний ландшафтний парк;
- 1997 — засновано КП "Видавництво «Буковина»;
- 1997 — Чернівецький медінститут реорганізовано в Буковинську державну медичну академію (з 2005 р. — Буковинський державний медичний університет);
- 1997 — розпочали роботу видавництва «Прут», «Зелена Буковина», «Місто», «Рута»;
- 19 листопада-5 грудня 1997 — перший космонавт незалежної України Леонід Каденюк Здійснив космічний політ у складі міжнародного екіпажу корабля «Columbia»;
- 26 вересня 1998 — засновано газету «Доба»;
- 20 листопада 1998 — засновано обласну педагогічно-просвітницьку газету «Крайова освіта»;
- 2000 — створено Чернівецький музей авіації та космонавтики;
- 2001 — засновано газету «Правдивий поступ»;
- 2001 — засновано газету «Чернівці-сіті плюс»;
- 2001 — засновано ТОВ "Міська телерадіокомпанія «Чернівці»;
- 2002 — засновано газету «Сіті-інфо»;
- 2002 — засновано газету «Свобода слова»;
- 2004 — відкрито першу чергу об'їзної дороги у м. Чернівці;
- серпень 2004 — відкрито меморіальний музей Ю.Федьковича на Соборній площі м. Чернівці;
- 1 жовтня 2005 — відкрито Чернівецьку муніципальну бібліотека імені А.Добрянського;
- 2007–2009 р.р. — Чернівецькою обласною радою засновано Міжнародний фестиваль національних культур «Букова віть»;

## Джерело
- Сайт Чернівецької обласної ради [Архівовано 14 жовтня 2012 у Wayback Machine.]